# Kirche Reinsfeld (Arnstadt)

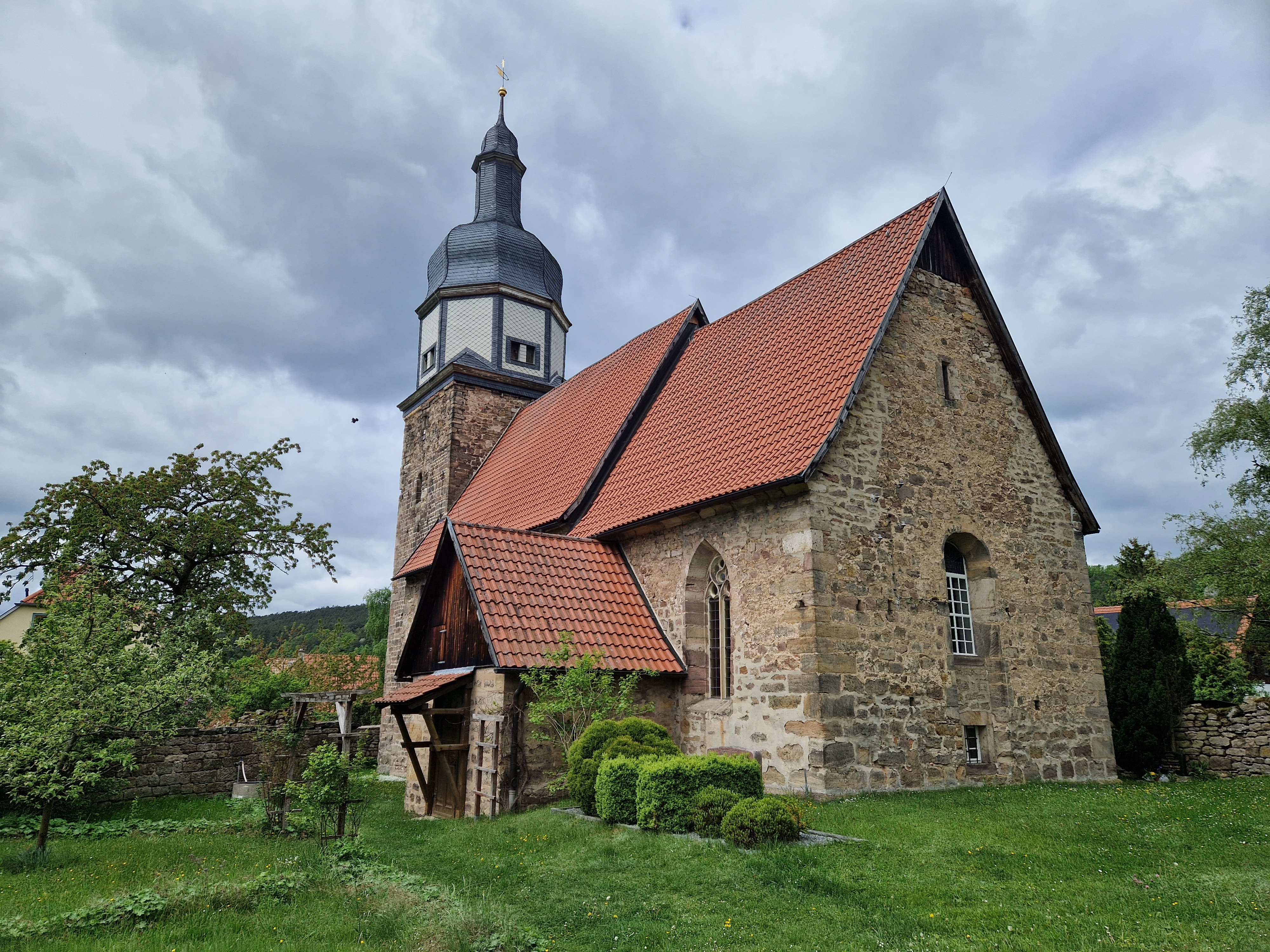
Kirche Reinsfeld

Die evangelisch-lutherische, denkmalgeschützte Kirche Reinsfeld steht in Reinsfeld, einem Ortsteil der Stadt Arnstadt im Ilm-Kreis in Thüringen. Die Kirchengemeinde Reinsfeld gehört zum Pfarrbereich Marlishausen im Kirchenkreis Arnstadt-Ilmenau der Evangelischen Kirche in Mitteldeutschland.

## Beschreibung
Die Saalkirche stammt im Kern aus dem späten 12. Jahrhundert, wenngleich einige Bestandteile auf das Jahr 989 geschätzt wurden. Bei der Kirche handelt es sich um eine Wehrkirche, zu erkennen an den Schießscharten und der heute noch teilweise erhaltenen Mauer des Hofes. Der rechteckige Chor wurde im 14. Jahrhundert erweitert. Das rechteckige Langhaus ist wie der Chor mit einem Satteldach bedeckt. An der Südseite des Chors befindet sich ein Anbau für die Sakristei. Der massive Kirchturm im Westen hat einen quadratischen Grundriss. Er hat Biforien nach allen Seiten. Sein schiefergedeckter, oktogonaler Aufsatz wird von einer Haube bekrönt.
Der Chor hat innen ein Gewölbe, das an der Nord und Südseite auf je drei Konsolen ruht. Der mittlere Schlussstein ist als Christusbild ausgeformt. An der Nordwand des Chors befindet sich ein Sakramentshaus von 1489, das von Fialen flankiert wird und von einem Kielbogen mit einer Kreuzblume überfangen wird. Ein Triumphbogen trennt den Chor vom flachgedeckten Langhaus. Das Erdgeschoss des Turms ist tonnengewölbt.
Das Kirchenschiff hat zweigeschossige Emporen an der Süd- und Nordseite.
Zur Kirchenausstattung gehört auch ein Kanzelaltar. Im Chorraum wurden 1994 bei Sanierungsarbeiten Reste von Wandmalerei freigelegt. Sie zeigen den heiligen Nikolaus und zwei weitere männliche Figuren. Hinter dem Prospekt aus dem 18. Jahrhundert steht die Orgel. Sie hat 12 Register, verteilt auf 2 Manuale und Pedal, und wurde 1926 von Wiegand Helfenbein gebaut.